# Anpyramida
Anpyramida là một chi bướm đêm thuộc họ Noctuidae.